# Jeong Gyeong-mi
Jeong Gyeong-mi (* 26. Juli 1985 in Gunsan) ist eine ehemalige südkoreanische Judoka. Sie gewann eine olympische Bronzemedaille im Halbschwergewicht, der Gewichtsklasse bis 78 Kilogramm.

## Sportliche Karriere
Die 1,69 m große Jeong Gyeong-mi war 2003 Dritte der Junioren-Asienmeisterschaften. 2005 erkämpfte sie eine Bronzemedaille bei den Asienmeisterschaften in Taschkent. 2006 siegte sie bei den Weltmeisterschaften der Studierenden. Bei den Weltmeisterschaften 2007 in Rio de Janeiro besiegte sie im Viertelfinale die Französin Stéphanie Possamaï. Im Halbfinale unterlag sie der Kubanerin Yurisel Laborde, danach gewann sie den Kampf um eine Bronzemedaille gegen die Chinesin Yang Xiuli.
Anfang 2008 gewann sie bei den Asienmeisterschaften die Silbermedaille hinter der Chinesin Pan Yuqing. Bei den Olympischen Spielen 2008 in Peking besiegte Jeong in ihrem ersten Kampf die Britin Michelle Rogers mit einer Koka-Wertung. Das Viertelfinale entschied sie nach 2:55 Minuten gegen die Deutsche Heide Wollert. Im Halbfinale siegte die Kubanerin Yalennis Castillo durch eine Passivitäts-Strafe gegen Jeong. Schließlich bezwang Jeong im Kampf um eine Bronzemedaille die Brasilianerin Edinanci Silva durch Ippon nach 2:39 Minuten.
Nach den Bronzemedaillen bei der Weltmeisterschaft und den Olympischen Spielen gewann Jeong Gyeong-mi im Mai 2009 ihren ersten Titel, als sie bei den Asienmeisterschaften siegte. Sechs Wochen danach gewann sie die Silbermedaille bei der Universiade in Belgrad. Bei den Weltmeisterschaften in Rotterdam unterlag sie in ihrem ersten Kampf der Niederländerin Marhinde Verkerk. Sportlicher Höhepunkt des Jahres 2010 waren die Asienspiele in Guangzhou. Yeong bezwang im Halbfinale die Chinesin Yang Xiuli und im Finale die Japanerin Akari Ogata. 2011 unterlag Yeong im Finale der Asienmeisterschaften in Abu Dhabi der Mongolin Pürewdschargalyn Lchamdegd. Bei der Universiade 2011 in Shenzhen erkämpfte Jeong eine Bronzemedaille. 2012 gewann sie eine Bronzemedaille bei den Asienmeisterschaften in Taschkent. In London unterlag sie bei den Olympischen Spielen 2012 in der ersten Runde gegen Akari Ogata. Durch einen Finalsieg über die Nordkoreanerin Sol Kyong gewann Jeong den Titel bei den Asienmeisterschaften 2013. Jeong Gyeong-mi und Sol Kyong trafen auch im Finale der Asienspiele 2014 in Incheon aufeinander und Jeong gewann ihren letzten großen Titel.